# Elmin Rastoder
Elmin Rastoder (Wetzikon, 7 ottobre 2001) è un calciatore svizzero, attaccante del Thun.

## Carriera
Cresciuto nel settore giovanile del Grasshoppers, ha esordito in prima squadra il 16 ottobre 2020, nella partita di Challenge League persa per 1-0 contro il Neuchâtel Xamax. Il 7 aprile 2022 firma il primo contratto professionistico con il club zurighese, valido fino al 2024; il 16 giugno seguente si trasferisce in prestito al Vaduz.

## Statistiche

### Presenze e reti nei club
Statistiche aggiornate al 28 ottobre 2022.
| Stagione            | Squadra             | Campionato          | Campionato | Campionato | Coppe nazionali | Coppe nazionali | Coppe nazionali | Coppe continentali | Coppe continentali | Coppe continentali | Altre coppe | Altre coppe | Altre coppe | Totale | Totale | Totale |
| Stagione            | Squadra             | Comp                | Pres       | Reti       | Comp            | Pres            | Reti            | Comp               | Pres               | Reti               | Comp        | Pres        | Reti        | Pres   | Reti   |        |
| ------------------- | ------------------- | ------------------- | ---------- | ---------- | --------------- | --------------- | --------------- | ------------------ | ------------------ | ------------------ | ----------- | ----------- | ----------- | ------ | ------ | ------ |
| 2020-2021           | Grasshoppers        | CL                  | 1          | 0          | CS              | 0               | 0               | -                  | -                  | -                  | -           | -           | -           | 1      | 0      |        |
| 2021-2022           | Grasshoppers        | SL                  | 2          | 0          | CS              | 0               | 0               | -                  | -                  | -                  | -           | -           | -           | 2      | 0      |        |
| Totale Grasshoppers | Totale Grasshoppers | Totale Grasshoppers | 3          | 0          |                 | 0               | 0               |                    | -                  | -                  |             | -           | -           | 3      | 0      |        |
| 2022-2023           | Vaduz               | CL                  | 11         | 2          | CL              | 2               | 4               | UECL               | 7                  | 1                  | -           | -           | -           | 20     | 7      |        |
| Totale carriera     | Totale carriera     | Totale carriera     | 14         | 2          |                 | 2               | 4               |                    | 7                  | 1                  |             | -           | -           | 23     | 7      |        |

## Palmarès

### Club

#### Competizioni nazionali
- Challenge League: 2

Grasshoppers: 2020-2021
Thun: 2024-2025
- Coppa del Liechtenstein: 1

Vaduz: 2022-2023